# Nurarihyon no Mago
Nurarihyon no Mago (ぬらりひょんの孫 El nieto de Nurarihyon?), conocido en España como Nura: el señor de los Yōkai, es una serie de manga japonesa escrita e ilustrada por Hiroshi Shiibashi.
La obra fue publicada por entregas en la revista Weekly Shōnen Jump de Shueisha desde marzo de 2008 hasta junio de 2012. Posteriormente, continuó en “Jump Next!”, entre agosto y diciembre de 2012.
Los capítulos de la serie fueron recopilados en 25 volúmenes tankōbon. La historia sigue a Rikuo Nura, un joven que es humano de día y yōkai por la noche, destinado a convertirse en el tercer heredero del Clan Nura. Con la ayuda de sus amigos y aliados, Rikuo deberá evitar que las facciones rivales logren arrebatarle su lugar como líder del clan.

## Argumento
La historia gira en torno a Rikuo Nura, un joven que es tres cuartas partes humano y un cuarto yōkai. Vive en una casa llena de espíritus con su abuelo, comandante de los yōkai de la región y cabeza del clan Nura, uno de los clanes de yōkai más importantes. 
Rikuo está destinado a convertirse en líder del clan, pero su forma humana lo rechaza. Es por eso que decide llevar una vida alejada de los problemas que le traería tener que estar a cargo de los yōkai. 
El clan Nura tiene varios consejeros, que son las entidades más relevantes del clan. Sin embargo, están por debajo del comandante supremo Nurarihyon, cargo que ostenta el abuelo de Rikuo. 
Entre estas entidades existe un yōkai llamado Gagoze, que quiere eliminar a Rikuo porque no lo considera apto para liderar al clan como el "Tercer líder" o San Daime.
Rikuo se une a un club de su colegio denominado Patrulla Paranormal. Un día, el líder del club Kioutsugo-kun recibe un correo electrónico de un científico paranormal reconocido, invitándolo a la montaña Umerakuen (Monte Nejireme), lugar que se creía habitado por los yōkai. Al llegar a la montaña, Rikuo y los miembros del club encuentran a Oikawa Tsurara (yōkai femenina conocida como Yuki-Onna o mujer de las nieves). 
Oikawa Tsurara se enamora de Rikuo y se convierte en su mano derecha, infiltrándose en el mundo de los humanos para ser su escolta. Lenaga Kana, la mejor amiga de la infancia de Rikuos es humana y cree estar atraída por él. Shima-kun, es el mejor amigo del líder de la patrulla paranormal (humano, amigo de Rikuo, está enamorado de Tsurara o Yuki-Onna).  
Kioutsugo-kun (amigo de Rikuo, humano y líder la de la Patrulla Paranormal), es impulsivo y está obsesionado con los yōkai, aunque nunca ha sido capaz de ver uno. 
También en la montaña, se encuentra a Gyuki (un miembro de alto rango del clan Nura), quien reta a un duelo a Rikuo, este toma la forma yōkai y lo derrota. El personaje puede transformarse al anochecer, pero es en mayor parte humano. 
El siguiente conflicto que les espera es la llegada al pueblo de otro yōkai, Shikakku. Al llegar, éste reta a Rikou a tener un duelo, para comprobar quién es más grande. Rikou derrota a Shikakku, también lo hace con Inugami Gyobou Tanuki, otro yōkai que quiere dominar a todos los yōkai del mundo. 

## Personajes
- Rikuo Nura (奴良 リクオ Nura Rikuo?)

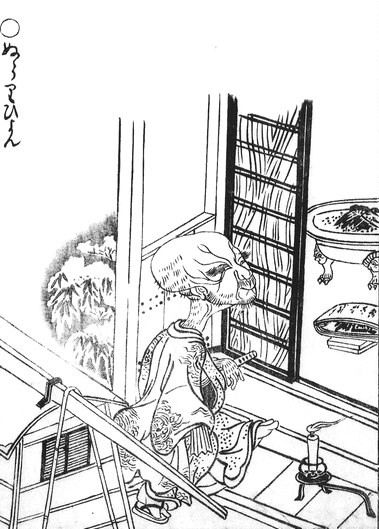
Nurarihyon, yōkai abuelo de Rikuo, el protagonista.

Es un joven de 12 años, nieto del yōkai Nurarihyon, por lo que es una cuarta parte yōkai. La mayor parte del tiempo, Rikuo es un joven normal, pero cuando se encuentra en peligro (si está en la oscuridad) su sangre lo lleva a convertirse en yōkai. Rikuo es el candidato a ser el tercer jefe del grupo Nura, aunque en un principio rechaza el puesto. 
Tras enfrentarse a Gyūki decide tomar la posición de joven jefe y proteger tanto a los humanos como a los yōkai. Su seiyū es Jun Fukuyama.
- Nurarihyon (ぬらりひょん?)

Es el comandante supremo de los yōkai, líder del clan Nura y abuelo de Rikuo. Después de la muerte de su hijo (el padre de Rikuo) salió de su jubilación. Desea que su nieto se convierta en el tercer jefe. Le gusta hacer bromas y es experto en huir sin pagar en los restaurantes. Su seiyū es Chikao Ōtsuka.
- Yuki Onna (雪女?),

Conocida como Oikawa Tsurara (及川 氷麗 Oikawa Tsurara?) entre los humanos, es una de los guardianes de Rikuo que se hace pasar por uno de sus compañeros de clase. Es muy afectiva con él y sobreprotectora cuando Rikuo está en su forma humana. Su seiyū es Yui Horie.
- Ienaga Kana (家長 可奈 Kana Ienaga?)

Es una compañera de clase y amiga de la infancia de Rikuo. Le disgustan las historias de miedo, pero, aun así, es parte del grupo de detectives de lo paranormal Kyojūji junto con Rikuo y sus otros compañeros. Su seiyū es Aya Hirano.
- Yura Keikain (花開院 ゆら Keikain Yura?)

Es una joven onmyōji que es transferida al colegio de Rikuo. Fue criada bajo la enseñanza de que todos los yōkai son malvados, por lo que desea vencer a Nurarihyon para probarse como heredera de la casa Keikain. Su seiyū es Ai Maeda.

## Contenido de la obra

### Manga
El manga de Nurarihyon no mago está basado en un one-shot que Shiibashi realizó en mayo de 2006, para la revista Akamaru Jump. El one-shot fue publicado de nuevo en la Shōnen Jump, en su edición número 35 del año 2007. A partir del 2008 Nurarihyon no mago es publicado por la editorial Shūeisha, en la revista Shōnen Jump, iniciando en la edición 15, siendo recopilado en 12 volúmenes.

### Anime
| Director             | Junji Nishimura   |
| Creador original     | Hiroshi Shiibashi |
| Diseño de personajes | Mariko Oka        |
| Diseño de monstruos  | Shinobu Tagashira |
| Dirección de sonido  | Hozumi Goda       |
| Música               | Kōhei Tanaka      |

El anime de Nurarihyon no mago está producido por Studio DEEN y dirigido por Junji Nishimura. Se comenzó a emitir el 5 de julio de 2011 en Japón, por el canal Yomiuri TV.
El anime cuenta con dos temporadas. La primera se titula Nurarihyon no mago y la segunda, Nurarihyon no mago: sennen makyo.

### Otras adaptaciones
Basado en la serie, se adaptó también un CD drama, lanzado el 18 de diciembre de 2009 y como cómic, durante enero de 2010. Por último, también se adaptó a una novela ligera, titulada Anécdotas de la ciudad Ukiyoe (浮世絵町綺譚 Ukiyoe-chō kitan?) publicada el 4 de diciembre de 2009.

## Recepción
El primer tankōbon estuvo en el noveno lugar en la lista de manga de Tohan, el tercero obtuvo el quinto lugar en la lista, el cuarto tomo estuvo en el décimo lugar, el quinto estuvo en noveno lugar, y el sexto quedó octavo. Además, cada volumen a partir del tercero ha vendido más de 100,000 copias.